# Jeff Bennett
Pour les articles homonymes, voir Bennett.
Jeffrey Bennett, né le 2 octobre 1962 à Burbank, (Californie, États-Unis), est un acteur américain.

## Doublage

### Cinéma
- 1984 : Nausicaä de la vallée du vent, de Hayao Miyazaki
- 1989 : Kiki la petite sorcière, de Hayao Miyazaki
- 1992 : Porco Rosso
- 1992 : Petal to the Metal
- 1993 : Batman contre le fantôme masqué
- 1994 : Pompoko, de Isao Takahata
- 1994 : Le Petit Dinosaure : Petit-Pied et son nouvel ami : Petrie / Ozzy
- 1994 : Radioland Murders : Page
- 1995 : Hillbilly Blue, de Butch Hartman
- 1995 : Si tu tends l'oreille, de Yoshifumi Kondo
- 1995 : Le Petit Dinosaure : La Source miraculeuse : Pétrie /Mutt / Iguanadon
- 1996 : James et la Pêche géante, de Henry Selick
- 1996 : Le Petit Dinosaure : Voyage au pays des brumes : Petrie / Icky
- 1997 : The Amazon Women, de Van Partible
- 1997 : Le Petit Dinosaure : L'Île mystérieuse : Petrie / Mr Clubtail
- 1998 : Le Petit Dinosaure : La Légende du mont Saurus : Pétrie / Pointu
- 2000 : Le Petit Dinosaure : La Pierre de feu : Petrie / Spokes
- 2001 : Le Petit Dinosaure : La Pluie d'étoiles glacées : Pétrie / Corythosaurus
- 2002 : Le Petit Dinosaure : Mo, l'ami du grand large : Pétrie
- 2003 : Le Petit Dinosaure : Les Longs-Cous et le Cercle de lumière : Pétrie
- 2005 : Le Petit Dinosaure : L'Invasion des Minisaurus : Petrie
- 2006 : Le Petit Dinosaure : Le Jour du grand envol, Petrie / Frère #2
- 2007 : Le Petit Dinosaure : Vive les amis : Pétrie
- 2011 : Batman: Year One : Alfred Pennyworth
- 2012 : Clochette et le Secret des fées, de Peggy Holmes et Bobs Gannaway
- 2012 : Frankenweenie, de Tim Burton
- 2016 : Le Petit Dinosaure : L'Expédition héroïque : Petrie

### Télévision
- 1994 : A Hollywood Hounds Christmas
- 1994 : Tiny Toons Spring Break
- 1994 : Le Retour de Jafar
- 1995 : A Pinky & the Brain Christmas Special
- 1995 : Aladdin et le Roi des voleurs
- 1995 : Mortal Kombat: The Journey Begins
- 1995 : Gargoyles, le film
- 1995 : Tiny Toons' Night Ghoulery
- 1995 : Skeleton Warriors
- 1995 : Short Pfuse
- 1996 : Dot & Spot's Magical Christmas Adventure
- 1996 : Siegfried & Roy: Masters of the Impossible
- 1996 : Someone's in the Kitchen!
- 1997 : Mighty Ducks, le film
- 1997 : Pfish and Chip
- 1997 : La Belle et la Bête 2 : Le Noël enchanté
- 2002 : Tom et Jerry et l'Anneau magique
- 2005 : Tom et Jerry : Destination Mars

### Séries télévisées
- 1990 à 1992 : Les Tiny Toons
- 1991 : James Bond Junior
- 1991 à 1992 : Où est Charlie ?
- 1992 : The Plucky Duck Show
- 1992 : Raw Toonage
- 1992 à 1993 : Wild West C.O.W.-Boys of Moo Mesa
- 1992 à 1993 : Batman
- 1992 à 1993 : La Légende de Prince Vaillant
- 1992 à 1994 : La Petite Sirène
- 1993 : Le Marsupilami
- 1993 : Shnookums and Meat Funny Cartoon Show
- 1993 : Bonkers
- 1993 à 1996 : Les Motards de l'espace
- 1993 à 1997 : Animaniacs
- 1993 à 1997 : Les Razmoket
- 1994 : Mariés, deux enfants
- 1994 à 1995 : Aladdin
- 1994 à 1996 : Fantôme 2040
- 1994 à 1996 : Gargoyles
- 1995 : Bump in the Night
- 1995 : Les Histoires farfelues de Félix le Chat
- 1995 : The Tick
- 1995 : Ren et Stimpy
- 1995 à 1996 : The Mask, la série animée
- 1995 à 1996 : The What a Cartoon Show
- 1995 à 1996 : Timon et Pumbaa
- 1995 à 1996 : Earthworm Jim
- 1995 à 1997 : Freakazoid!
- 1996 : Adventures from the Book of Virtues
- 1996 : The Real Adventures of Jonny Quest
- 1996 : Casper
- 1996 : Road Rovers
- 1996 : Le Livre de la jungle, souvenirs d'enfance
- 1996 : Gargoyles: The Goliath Chronicles
- 1996 à 1997 : Mighty Ducks
- 1996 à 1997 : Captain Simian & The Space Monkeys
- 1996 à 1997 : Duckman: Private Dick/Family Man
- 1997 : Calamity Jane
- 1997 : Les Zinzins de l'espace
- 1997 : Extrême Ghostbusters
- 1997 à 2004 : Johnny Bravo, de Van Partible : Johnny Bravo
- 2008 à 2012 : Les Pingouins de Madagascar
- 2010 à 2012 : Scooby-Doo : Mystères associés
- 2011 à 2012 : Transformers: Rescue Bots
- 2011 à 2012 : Les Pitous
- 2011 à 2012 : Jake et les Pirates du Pays imaginaire
- 2012 : Souvenirs de Gravity Falls
- 2012 à 2013 : Green Lantern
- 2014-Présent : Shérif Callie au Far West : Doc Quackers / Cody / Mr Dillo
- 2024 : Batman, le justicier masqué : Jack Ellman (voix originale)

### Jeux vidéo
- 1993 : Leisure Suit Larry 6: Shape Up or Slip Out!
- 1993 : Gabriel Knight: The Sins of the Fathers
- 1994 : Quest for Glory IV: Shadows of Darkness
- 1995 : Stonekeep
- 1996 : Blazing Dragons
- 1996 : Goosebumps: Escape from Horrorland
- 1996 : Toonstruck
- 1997 : Star Trek: Starfleet Academy
- 1997 : ClayFighter 63⅓
- 1997 : Fallout: A Post-Nuclear Role-Playing Game
- 1999 : Star Wars: Force Commander : Brenn Tantor
- 2002 : Star Wars Jedi Knight 2: Jedi Outcast : Kyle Katarn
- 2003 : Star Wars Jedi Knight: Jedi Academy : Kyle Katarn